# Sherlock Gnomes: Thám tử siêu quậy
Sherlock Gnomes: Thám tử siêu quậy (tựa gốc tiếng Anh: Sherlock Gnomes) là phim hoạt hình định dạng 3D thuộc thể loại hài tâm lý xen lẫn bí ẩn của đạo diễn John Stevenson. Đây là phần tiếp theo của phim Gnomeo & Juliet năm 2011. Các diễn viên lồng tiếng trong phim gồm James McAvoy, Emily Blunt, Chiwetel Ejiofor, Mary J. Blige và Johnny Depp. Phim thuộc sản xuất của các hãng Paramount Animation, Metro-Goldwyn-Mayer và Rocket Pictures, với kỹ thuật dựng hoạt hình của Mikros Image. Phim sẽ được hãng Paramount Pictures phát hành vào ngày 23 tháng 3 năm 2018.

## Nội dung
Gnomeo và Juliet thuê thám tử Sherlock Gnomes và cộng sự Gnome Watson để điều tra về sự mất tích bí ẩn của những chú lùn khác trong vườn.

## Diễn viên lồng tiếng
| Diễn viên        | Nhân vật        |
| ---------------- | --------------- |
| James McAvoy     | Gnomeo          |
| Emily Blunt      | Juliet          |
| Johnny Depp      | Sherlock Gnomes |
| Chiwetel Ejiofor | Gnome Watson    |
| Mary J. Blige    | Irene           |